# وویا
وویا (انگلیسی: Voya) شرکت خدمات مالی آمریکایی است، که در سال ۱۹۹۱ تأسیس شد.